# 신종 코로나바이러스
신종 코로나바이러스(영어:  Novel CoronaVirus, nCoV, 문화어: 신형코로나비루스)는 새로 보고되는 코로나바이러스로, 다음과 같은 코로나바이러스가 있다.
- 중증급성호흡기증후군 코로나바이러스(2002-nCoV, SARS-CoV), (속칭 SARS, 사스): 중증급성호흡기증후군을 일으키는 바이러스.
- 인간 코로나바이러스 HKU1(2005-nCoV, HCoV-HKU1)
- 중동호흡기증후군 코로나바이러스(2012-nCoV, MERS-CoV), (속칭 MERS, 메르스): 중동호흡기증후군을 일으키는 바이러스
- SARS-CoV-2(2019-nCoV), (속칭 COVID-19, 코로나 19): 코로나바이러스감염증-19를 일으키는 바이러스.

## 같이 보기
- 코로나바이러스
- 코로나바이러스 감염증